# Vörös óriásrepülőmókus
A vörös óriásrepülőmókus (Petaurista petaurista) az emlősök (Mammalia) osztályának a rágcsálók (Rodentia) rendjébe, ezen belül a mókusfélék (Sciuridae) családjába tartozó faj.
Az állat a Petaurista emlősnem típusfaja.

## Előfordulása
Afganisztán, Brunei, Kína, India, Indonézia, Malajzia, Mianmar, Nepál és Thaiföld területén honos. Természetes élőhelye az erdő.

## Alfajai
- Petaurista petaurista petaurista Pallas, 1766
- Petaurista petaurista albiventer Gray, 1834
- Petaurista petaurista batuana Miller, 1903
- Petaurista petaurista candidula Wroughton, 1911
- Petaurista petaurista cicur Robinson & Kloss, 1914
- Petaurista petaurista interceptio Sody, 1949
- Petaurista petaurista lumholtzi Gyldenstolpe, 1920
- Petaurista petaurista marchio Thomas, 1908
- Petaurista petaurista melanotus Gray, 1837
- Petaurista petaurista nigrescens Medway, 1965
- Petaurista petaurista nigricaudatus Robinson & Kloss, 1918
- Petaurista petaurista nitidula Thomas, 1900
- Petaurista petaurista penangensis Robinson & Kloss, 1918
- Petaurista petaurista rajah Thomas, 1908
- Petaurista petaurista rufipes Sody, 1949
- Petaurista petaurista stellaris Chasen, 1940
- Petaurista petaurista taylori Thomas, 1914
- Petaurista petaurista terutaus Lyon, 1907

## Megjelenése
A vörös repülőmókus mellső és hátsó lábai között lévő vastag szőrű bőrlebeny segítségével tud siklani. Testhossza 398 milliméter, a farokkal együtt 422 milliméter. Testtömege 1750 gramm. Bundájának színe majdnem teljes egészében sötétvörös; kivételt képeznek a orra, a pofája, a szemgyűrűi, a fülei mögötti részek, a lábfejei és a farka vége, hiszen ezek feketék. A szemei nagyok.

## Életmódja
A vörös óriásrepülő mókus 75 méter magas fákra is felmászik. Fenyőtobozt, rügyeket, leveleket, fiatal ágakat fogyaszt, még fogyaszt az adott évszakban különböző gyümölcsöket és csonthéjas terméseket. Napnyugta és késő éjfél között tevékeny.

## Szaporodása
A vörös óriásrepülőmókus éjszakai állat, ezért keveset tudunk a szaporodásáról. Vannak arról adatok, hogy alomként 1-2 kölyök jön világra és 2,5 hónaposan kerül sor az elválasztásra. A kölykök február és augusztus között születnek meg.

### Fordítás
- Ez a szócikk részben vagy egészben  a   Red giant flying squirrel című angol Wikipédia-szócikk ezen változatának fordításán alapul.  Az eredeti cikk szerkesztőit annak laptörténete sorolja fel. Ez a jelzés csupán a megfogalmazás eredetét és a szerzői jogokat jelzi, nem szolgál a cikkben szereplő információk forrásmegjelöléseként.